# くちびるヌード
「くちびるヌード」は、高見知佳の楽曲で、15枚目のシングル。1984年2月1日に発売された。オリジナル7インチシングル盤規格品番：AH-415。

## 解説
発売は1984年だが、ISRCのデータは1983年録音となっている。
両面共に作詞・作曲はEPO。編曲は清水信之。
資生堂化粧品春のキャンペーン・CMソングに採用される。週間オリコンチャートでは最高16位にランクされ、高見知佳最大のヒット曲となった。またこのヒットにより歌手自身にも印税が入る、と知ったとのことである。
またTBSテレビ『ザ・ベストテン』では「今週のスポットライト」コーナーで、日本テレビ系列『ザ・トップテン』では「話題曲コーナー」で、それぞれ初出演を果たしている。なお後年『速報!歌の大辞テン』で本作が紹介されたとき、当時歌詞の内容からNHKでは唄えなかったと高見本人は述べている（あまりにエロチックであること、曲中のフランス語部分“Voulez vous coucher avec moi?”は「今夜、私と寝たくない？」という意味のため。「レディ・マーマレイド」の歌詞の一節でもある）。
本作でフジテレビ系『オレたちひょうきん族』の「ひょうきんベストテン」に登場した時は、フラワーダンシングチームをバックに苦笑しながら歌唱していた。
レコードではコーダがフェイド・アウトするが、テレビ番組等で歌唱した時はフェイド・アウトしない編曲やカラオケ音源で披露されることが多かった。
後にEPO自身も「くちびるヌード・咲かせます」としてセルフカバーした（1984年2月21日発売のアルバム『HI・TOUCH-HI・TECH』収録）。

## 収録曲
※全作詞・作曲：EPO／全編曲：清水信之
1. くちびるヌード（3分52秒）
2. あてのない待ちぼうけ（2分45秒）

## カバー
- 林憶蓮 - 「高速愛情車」（広東語版 、1985年）